# Капризная, но хорошенькая
Капризная, но хорошенькая (Naughty But Nice) — чёрно-белый художественный фильм Милларда Уэбба, вышедший на экраны в 1927 году. В Германии фильм шёл под названием Susannes erstes Abenteuer, в Австрии — Nur keine Hochzeitsnacht.

## Сюжет
Это фильм о приключениях молоденькой девушки, дядя которой нашёл нефтяной источник в Техасе, а сама она перешла в старшую школу.

## В ролях
- Коллин Мур — Бернис Самнерс
- Дональд Рид — Пол Кэролл
- Клод Джилингуотер — судья Дж. Р. Альтевуд
- Кэтрин Макгуайр — Элис Альтевуд
- Халлам Кули — Амброуз Манн
- Эдит Чепмен — миссис Альтевуд
- Кларисса Сельвинн — мисс Пёркинс
- Барр МакИнтош — дядя Сэт Самнерс
- Лоретта Янг — эпизод (в титрах не указана)

## Премьеры
- 26 июня 1927 — состоялась премьера в США.
- 23 января 1928 — в Финляндии.